# Myrmecotypus iguazu
Myrmecotypus iguazu is een spinnensoort uit de familie van de loopspinnen (Corinnidae).
De wetenschappelijke naam van de soort werd in 2009 gepubliceerd door Rubio & Arbino.